# Nazionale maschile di beach soccer della Svizzera
La nazionale di beach soccer della Svizzera rappresenta la Svizzera nelle competizioni internazionali di beach soccer ed è controllata dalla Associazione Svizzera di Football (ASF).

## Squadra attuale
Aggiornata al 2009:
| N. |                     | Ruolo | Calciatore        |
| -- | ------------------- | ----- | ----------------- |
| 1  | Svizzera (bandiera) | P     | Nico Jung         |
| 2  | Svizzera (bandiera) | D     | Samuel Lutz       |
| 3  | Svizzera (bandiera) | A     | Kaspar Jaeggy     |
| 4  | Svizzera (bandiera) | D     | Dominik Ziegler   |
| 5  | Svizzera (bandiera) | A     | Michael Rodriguez |
| 6  | Svizzera (bandiera) | A     | Stephan Leu       |

| N. |                     | Ruolo | Calciatore           |
| -- | ------------------- | ----- | -------------------- |
| 7  | Svizzera (bandiera) | A     | Sandro Spaccarotella |
| 8  | Svizzera (bandiera) | D     | Mo Jaeggy            |
| 9  | Svizzera (bandiera) | C     | Dejan Stankovic      |
| 10 | Svizzera (bandiera) | A     | Stephan Meier        |
| 11 | Svizzera (bandiera) | C     | Angelo Schirinzi     |
| 12 | Svizzera (bandiera) | P     | Valentin Jaeggy      |

Allenatore:  Angelo Schirinzi

## Palmarès
- Euro Beach Soccer League: 2

2012, 2022
- Giochi europei: 1

2023